# ابوالقاسم اشرف الکتابی
ابوالقاسم اشرف‌الکُتّابی (۱ مهر ۱۳۰۳ – ۱۵ آذر ۱۳۹۸)ناشر، نیکوکار و نویسنده ایرانی بود. وی «انتشارات اشرفی» را در سال ۱۳۴۱ بنیان نهاد.

## زندگی
ابوالقاسم اشرف الکتابی به سال ۱۳۰۳، در خوانسار زاده شد. وی یکی از نوادگان زین العابدین اصفهانی بود. پدرش محمد علی اشرف الکتابی، یک عالم دینی، خوشنویس و معلم بود، مادرش هم به معلمی می‌پرداخت.
ابوالقاسم، تحصیلات مقدماتی را در مکتب خانه پدر گذراند و به مطالعه و یادگیری کتاب‌هایی همچون بوستان، گلستان، ناسخ التواریخ و نصاب الصبیان پرداخت اما در سنین کودکی پدرش را از دست داد.
در سال ۱۳۲۲ به تهران آمد و در مؤسسهٔ چاپ و کتابفروشی علی اکبر علمی به عنوان حسابدار مشغول به کار شد. پس از حدود هشت سال، کار پیش علمی‌ها را رها کرد و یک مغازهٔ خواربار فروشی باز کرد اما بعد از زمانی، عبدالرحیم جعفری به او پیشنهاد همکاری داد. اشرف الکتابی هشت سال نزد عبدالرحیم جعفری به کار مشغول شد. در سال ۱۳۴۱، «انتشارات اشرفی» را در تهران، میدان امام حسین، بنیان گذاشت و به چاپ و فروش کتاب پرداخت.همچنین، در سال ۱۳۷۲، محل انتشارات را به روبروی دانشگاه تهران انتقال داد.

## انتشارات اشرفی

### علت ورود به کار کتاب
او در مصاحبه با یک پایگاه خبری، دلیل ورود خود به دنیای نشر و کتاب را این چنین توضیح می‌دهد و بیان می‌دارد:
«ورود من به دنیای کتاب باعث شد تا به صورت جدی زندگی و علاقه‌هایم با کتاب عجین شود و هنگامی که کتابفروشی و انتشارات اشرفی را بنا نهادم، این علاقه و کار با کتاب همه زندگیم شد و تاکنون بیش از هفتاد سال است که در حوزه چاپ و نشر و فروش کتاب فعالیت کرده‌ام؛ در کنار نشر و فروش کتاب علاقه به مطالعه کتاب نیز همواره با من قرین بوده است. باید بگویم که عطر کتاب عطر زندگی است. کتاب غذای روح آدمی است، به راستی که کتاب یار مهربان و همدم باوفای لحظات تنهایی آدمی است.»

### فعالیت
ابوالقاسم اشرف الکتابی پس از پایان دادن به فعالیت خود نزد عبدالرحیم جعفری، و در سال ۱۳۴۱ اقدام به تأسیس انتشارات اشرفی کرد. در آن زمان همکاری خود را با احمد عطایی آغاز کرد و به خواستهٔ محمود بامداد، فرزند محمدعلی بامداد، کتاب «ادب چیست؟ ادیب کیست؟» را منتشر کرد در حدود همان سال‌ها کتابی با عنوان «دائره المعارف فرهنگ و هنر» در ۱۶۰۰ صفحه به چاپ رساند که مورد استقبال سازمان رادیو و تلویزیون ملی ایران قرار گرفت و از روی آن مسابقات تلویزیونی برگزار می‌شد.کتاب‌های انتشارات اشرفی علاوه بر فروش در کتابفروشی‌های تهران، در کتابفروشی‌های شهرهای مختلف نیز همانند مشهد، تربت‌حیدریه، تبریز، اهواز و آبادان فروخته می‌شد. وی همچنین کتاب‌های زیادی از غلامحسین ساعدی، صادق هدایت و روح‌الله خمینی چاپ کرد. مهدی آذری یزدی اولین کتابش که خیر و شر نام داشت توسط انتشارات اشرفی چاپ شد، مهدی آذری یزدی نیز این موضوع را در پایان کتاب «خیر و شر» شرح می‌دهد: «این کتاب پنج سال است که به اصطلاح روی دست مانده بود و از طرف دو مؤسسهٔ چاپ کتاب رد شده بود، سرانجام به وسیلهٔ ناشر سوم، شاید بر اثر دوستی و آشنایی خودمان نه پیش‌بینی ماجور بودن آن در اسفند ماه ۱۳۴۴ به عنوان اولین کتاب از مجموعه قصه‌های تازه از کتاب‌های کهن چاپ شد.»

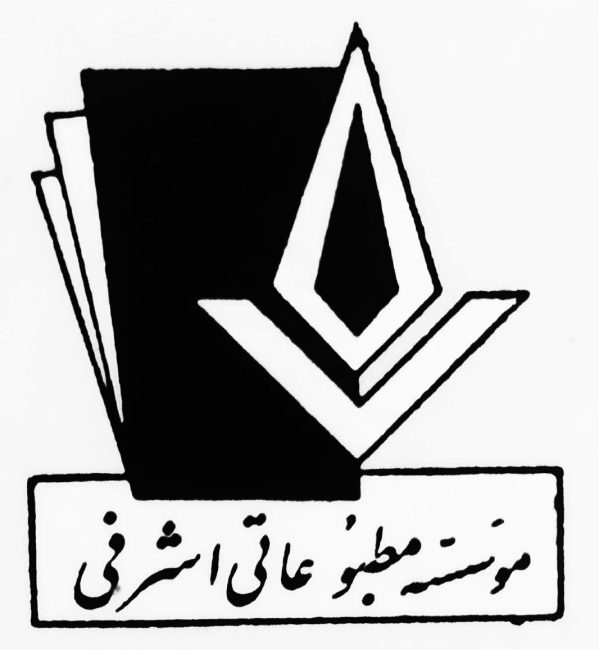

## افتخارات

### افتخارات شخصی
- ابوالقاسم اشرف‌الکتابی فرهنگ دوست بود که تمام زندگی خود را صرف اعتلای صنعت نشر ایران کرد.[۵][۱۶][۱۷][۱۸] وی یکی از اعضای هیئت بنیان‌گذاران اتحادیه ناشران و کتابفروشان تهران بوده و سومین نفری بود که از اتحادیه جواز رسمی دریافت کرد.[۱۹][۹]
- در سال ۱۳۴۵ کتاب «بچهٔ آدم» توسط شورای کتاب کودک در لیست کتاب‌های برگزیده برای کودکان قرار گرفت که یکی از ده دفتر کتاب قصه‌های تازه از کتاب‌های کهن می‌باشد.[۱۵]
- اشرف الکتابی همچنین در انجمن‌های نشر و مجامع فرهنگی حضور داشت و از حامیان حفظ و توسعه سنت‌های نشر در ایران به‌شمار می‌رفت. او بیش از هفت دهه در این صنعت فعال بود و آثاری را منتشر کرد که بسیاری از آنها از منابع مرجع و تأثیرگذار در حوزه‌های مختلف ادبیات، علوم انسانی، تاریخ و دین بودند.[۵][۷][۲۰][۲۱]
- این تلاش او برای انتشار کتاب بود که اشرف‌الکتابی را به یکی از چهره‌های مهم نشر ایران تبدیل کرد، او از سوی اتحادیه ناشران و کتابفروشان تهران به عنوان «پیش‌کسوت صنعت نشر در ایران» معرفی شد و وزارت فرهنگ و ارشاد اسلامی نیز به او عنوان «خادم فرهنگ نشر در کشور» را اعطا نمود.[۳][۹]

### خاندان اشرف الکتابی
- خاندان اشرف الکتابی از شمار خاندان‌هایی است که به نشر و فروش کتاب مشغول هستند.[۲۲][۲۳][۲۴]
- اشرف‌الکتابی ادامه فعالیت و خدمات فرهنگی «نشر و فروش کتاب» را به فرزندان خود سپرد. آنان مؤسسه فرهنگی تأسیس نموده و به نشر و فروش کتاب و خدمات فرهنگی مشغول هستند.[۵][۳][۷]

فرزندان و انتشاراتی‌های تحت مدیریت آنها عبارت اند از:
1. منوچهر اشرف الکتابی: «انتشارات کلمه»[۲۵]
2. محمود اشرف الکتابی: «انتشارات فارابی»[۲۶]
3. مرضیه اشرف الکتابی: «انتشارات واژه»[۲۷]
4. ناصر اشرف الکتابی: «انتشارات پژوهش»[۲۸]
5. امیر اشرف الکتابی: «انتشارات جهان دانش»[۲۹]
6. حسن اشرف الکتابی: «انتشارات استاندارد»[۳۰]

### سلسله نشست‌های تاریخ شفاهی کتاب
مؤسسهٔ خانه کتاب و ادبیات ایران در اردیبهشت ۱۳۹۶ در سلسله نشست‌های «تاریخ شفاهی کتاب» میزبان ابوالقاسم اشرف الکتابی بود و مصاحبهٔ با وی در جلد دوم تاریخ شفاهی کتاب به انتشار رسید.

### مراسم تجلیل از پدیدآورندگان و ناشران پیش‌کسوت
در مراسم تجلیلی که از ناشران و پدیدآورندگان پیش‌کسوت در دومین روز از برگزاری بیست و نهمین نمایشگاه کتاب تهران، در سرای اهل قلم بیست و نهمین نمایشگاه بین‌المللی کتاب تهران برقرار شد، ابوالقاسم اشرف الکتابی نیز به علت «نقش به سزا در صنعت نشر» و «پیشگامی در نشر مدرن»، مورد تقدیر و تجلیل قرار گرفت.

## اقدامات
- او و همسرش در شهر خوانسار یک مسجد با نام «حضرت ولیعصر (عج)» احداث نمودند.[۳۶][۳۷]
- از کتابخانهٔ شخصی وی به اهتمام منوچهر اشرف الکتابی، دو هزار جلد کتاب به «فرهنگسرای خوانسار» اهدا شد.[۳۸]
- با نگرش به کهولت سن وی، منوچهر اشرف الکتابی، کمک‌هایی نیز به خیریه‌های مختلف صورت داد.[۳۹][۴۰][۴۱]

## درگذشت
- ابوالقاسم اشرف الکتابی ۱۵ آذر ۱۳۹۸ در سن ۹۵ سالگی درگذشت.[۴۲][۴۳][۴۴][۴۵][۴۶]

## برخی از آثار منتشر شده توسط انتشارات اشرفی
1. «قرآن»[۴۷]
2. عبدالحسین هژیر - مهدی سهیلی - «حافظ تشریح»؛ ۲۳۰ صفحه - سال ۱۳۵۴(چاپ سوم).
3. ژاک بنوا مشن، مهدی سمسار (مترجم) - «جهان در میان دو جنگ (جلد اول)»؛ ۳۱۳ صفحه - سال ۱۳۴۶.
4. ژاک بنوا مشن، آلان بالوک، آدولف هیتلر - مهدی سمسار (مترجم) - «جهان در میان دو جنگ (جلد دوم)»؛ ۴۹۶ صفحه - سال ۱۳۴۶.
5. ژرژ سیمنون - سعید محمودی (مترجم) - «در»؛ ۱۳۶ صفحه - سال ۱۳۴۸.
6. ابونصر فراهی - محمد جواد مشکور (ویراستار) - «نصاب الصبیان»؛ ۱۸۳ صفحه - سال ۱۳۶۱.
7. محمد حسین تسبیحی - «مأموریت ادبی یا از خوانسار تا شیراز»؛ سال ۱۳۴۹
8. مهدی آذری یزدی - «قصه‌های تازه از کتاب‌های کهن»
9. کنستان ویرژیل گورگیو - قاسم صنعوی (مترجم) - «گدایان معجزه»؛ ۲۹۶ صفحه - سال ۱۳۴۷.
10. محمد زهری - «گلایه»؛ ۱۳۷ صفحه - سال ۱۳۵۷.
11. محمد دبیرسیاقی - «گنج بازیافته»؛ ۲۰۰ صفحه - سال ۱۳۵۵.
12. عبدالفتاح گرومرودی - «شرح مأموریت آجودانباشی، حسین خان نظام الدوله»؛ ۵۲۲ صفحه - سال ۱۳۵۶
13. رضا براهنی - «قصه‌نویسی»؛ ۷۳۴ صفحه - سال ۱۳۴۸.
14. محمود کتیرایی - «صادق هدایت»؛ ۴۰۰ صفحه - سال ۱۳۴۹.
15. سلطان ستاری (نویسنده) - نادعلی همدانی (گردآورنده) - «پدرم ستار خان»؛ ۱۳۳ صفحه، سال ۱۳۵۵.
16. نصرالله منشی - محمد روشن، محمد فرزان - «کلیله و دمنه»؛ ۵۶۴ صفحه - سال ۱۳۷۷.
17. عبدالعظیم قریب، ملک الشعرا بهار، بدیع الزمان فروزانفر، جلال همایی، رشید یاسمی - «کتاب دستور زبان فارسی(پنج استاد)»؛ ۲۷۴ صفحه - چاپ چهارم (سال ۱۳۶۶)
18. ناصر احمدزاده (گردآورنده) - «نهج البلاغه»؛ ۴۴۱ صفحه - آبان ۱۳۸۶(تک جلدی).
19. احمد سپهر خراسانی (گردآورنده) - «نهج البلاغه»؛ ۱۰۱۹ صفحه - سال ۱۳۵۸(دو جلدی).
20. منصور کریمیان (گردآورنده) - «نهج الفصاحه»؛ ۷۷۶ صفحه - سال ۱۳۸۶.(در قطع‌های مختلفی چاپ شده است)
21. (سید محمدکاظم شریعتمداری) - «توضیح المسائل».
22. عباس گلجان - «منصور حلاج»؛ ۱۴۹ صفحه - سال ۱۳۵۶.
23. احمد شاملو - «از هوا و آیینه‌ها»؛ ۳۰۷ صفحه - سال ۱۳۴۳.
24. محمدعلی بامداد - «علم اخلاق»؛ ۴۶۹ صفحه - سال ۱۳۳۷.
25. غلامحسین ساعدی - «توپ»؛ ۱۹۵ صفحه - سال ۱۳۴۷.
26. ابوالقاسم اشرف الکتابی (گردآورنده) - «گنجینه ای از نور»؛ ۴۸۲ صفحه - سال ۱۳۹۰.
27. محمد زهری - «مشت در جیب»؛ ۱۲۰ صفحه - سال ۱۳۵۳.
28. میکل آنجلو آنتونیونی - هوشنگ طاهری (مترجم) - «ماجرا»؛ ۲۵۰ صفحه - ۱۳۵۶.
29. جمال میرصادقی - «چشم‌های من خسته»؛ ۱۶۵ صفحه - سال ۱۳۵۵
30. محمد مشیری - «نشان‌ها و مدال‌های ایران از آغاز سلطنت قاجاریه تا امروز»؛ سال ۱۳۵۴.
31. لئو تولستوی - مهدی سمسار (مترجم) - «چه باید کرد؟»؛ ۱۸۵ صفحه - سال ۱۳۵۵.
32. جیمز جویس - پرویز داریوش (مترجم) - «دوبلینی‌ها»؛  سال ۱۳۴۴.
33. محمد جواد مشکور - «ایران در عهد باستان»؛ ۵۷۰ صفحه - سال ۱۳۶۳.
34. مارک تواین - محمد حسین گنجی (مترجم) - «بشر چیست؟»؛ ۱۴۰ صفحه - سال ۱۳۵۵.
35. ابوالقاسم مشیری - «تاریخ سیاسی آمریکا»؛ ۲۵۲ صفحه.
36. ابوالعلاء معری - عبدالمحمد آیتی (مترجم) - «آمرزش»؛ ۱۳۰ صفحه.
37. امرؤالقیس - عبدالمحمد آیتی (مترجم) - «معلقات».
38. مصطفی زمانی نجف‌آبادی - «مجموعهٔ دفاتر ده جلدی داستان‌های مصور اسلامی برای کودکان»؛ سال ۱۳۵۰.
39. چارلز دیکنز - رضا همراه (مترجم) - «داوید کاپرفیلد»؛ ۴۴۴ صفحه - سال ۱۳۵۳
40. منوچهر لمعه - «کتاب فرهنگ عامیانه عشایر بویر احمدی و کهگیلویه»؛ سال ۱۳۴۹.
41. ساموئل بکت - سعید ایمانی (مترجم) - «در انتظار گودو»؛ ۲۱۱ صفحه - سال ۱۳۴۶.
42. محمد مشیری - «راهنمای خواندن خطوط کوفی»؛ ۵۰ صفحه - سال ۱۳۵۴.
43. به کوشش محمود سپاسی - «مجموعه ابیات برگزیده از سخنان حکیم نظامی گنجوی»؛ ۱۳۰ صفحه - سال ۱۳۴۸.
44. یوجین اونیل - محمود کیانوش (مترجم)؛ «سیر روز در شب»؛ ۲۵۵ صفحه - سال ۱۳۵۷.
45. محمد زهری - «شبنامه و قطره‌های باران»؛ ۷۸ صفحه - سال ۱۳۵۵.
46. محمود عنایت - «راپرت‌ها»؛ ۲۴۰ صفحه - سال ۱۳۵۲.
47. آکادمیین ثارله - صمد خیر خواه و ایرج همایون پور (مترجم) - «ناپلئون»؛ ۳۹۱ صفحه - سال ۱۳۴۹.
48. عبدالحسین سعیدیان - «گزیده‌ای مصور از ادبیات جهان برای نوجوانان»؛ سال ۱۳۵۷.